# Sumy
Sumy (ukrainsk: Суми, tr. Sumy) er en by i det nordøstlige Ukraine.
Byen ligger ved floden Psel, som er venstrebiflod til Dnepr. Sumy er det administrative center i Sumy oblast og har 265.758 (2019) indbyggere.

## Historie
Sumy blev grundlagt i 1652 ved Pselflodens bred som en kosakkisk fæstning, der skulle beskytte Sloboda Ukraine (ukrainsk: Cлобiдська Україна, tr. Slobidska Ukraina) mod krimtatarerne. Efter at tatarerne var besejret og området blev en del af Det Russiske Kejserrige udviklede Sumy sig til et økonomisk centrum i området.
Den 10. oktober 1941 besatte nazistiske tropper Sumy. Byen blev befriet den 2. september 1943 af den Røde Hærs Voronezj Front under Kijevoffensiven.
Efter Nazi-tysklands besættelse lå store dele af byen i ruiner. Efter Nazi-tyskland var besejret genopbyggedes de ødelagte kvarterer.
Byen har været opdelt i to byrajoner: Zarichny og Kovpak, der blev nedlagt i 2006.

## Demografi
- 1897 - 70.53% ukrainere, 24.1% russere, 2.6% jøder, 2.67% andre
- 1926 - 80.7% ukrainere, 11.8% russere, 5.5% jøder, 2% others
- 1959 - 79% ukrainere, 20% russere, 1% andre

De fleste af indbyggere er kristne (ortodokse, katolikker og protestanter), men findes også en jødisk minoritet.
Fra begyndelsen af 1900-tallet, hvor "Den Hellige Jomfru Maria Bebudelsen Kirke" blev grundlagt i Sumy i 1901, var byen centrum for den nordøstlige katolske kirke i Ukraine.
Efter indvielsen i 1911 og myndighedernes lukning af kirken i mere end 20 år, blev kirken blev anvendt til ikke-religiøse formål. Efter opløsningen af Sovjetunionen blev kirken restaureret i maj 1994 og blev genindviet i foråret 1998.

## Venskabsbyer
- Bulgarien — Vratsa;
- Tyskland — Celle;
- Polen — Lublin;
- Polen — Gorzów Wielkopolski;
- Polen — Zamość;
- Rusland — Kursk;
- Rusland — Belgorod;
- Rusland — Severodvinsk.